# 基底膜

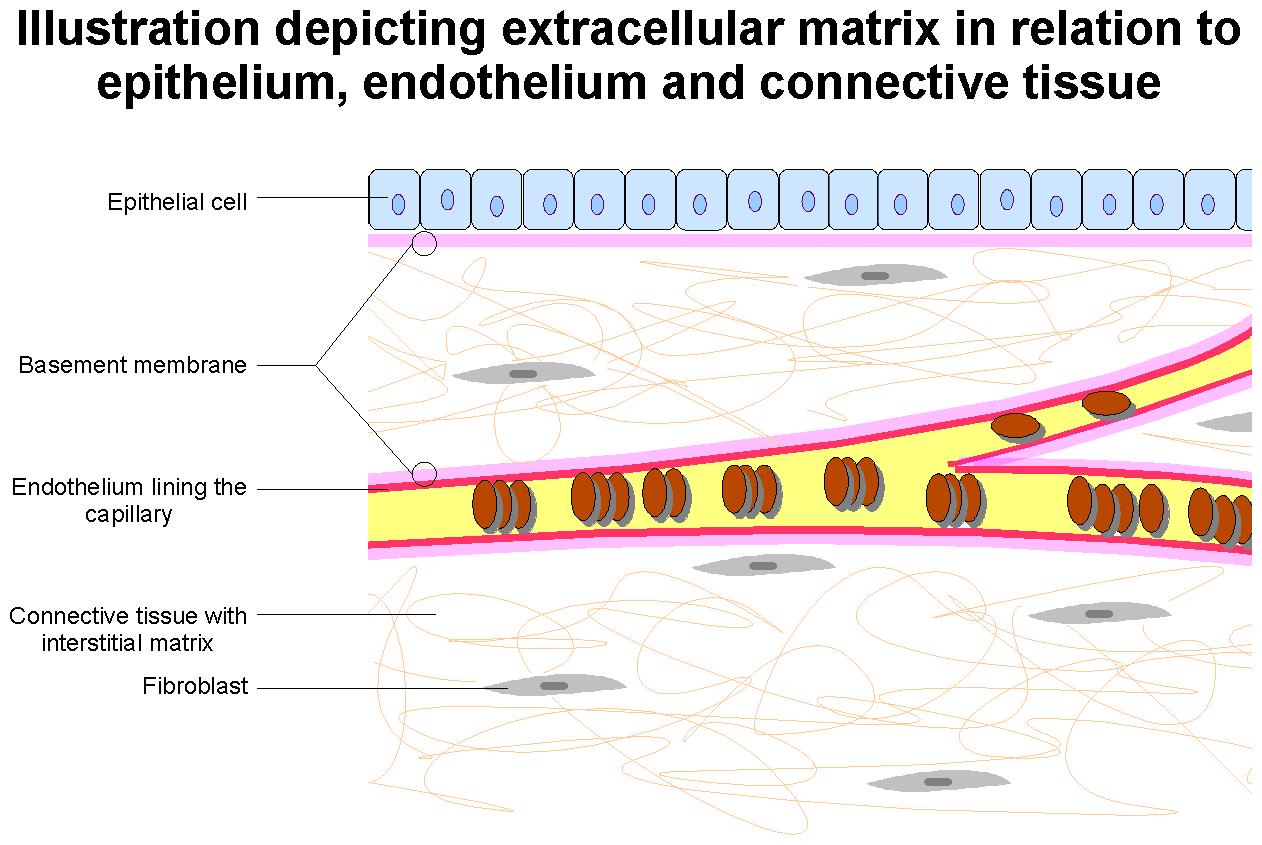
上皮細胞、内皮細胞及び結合組織に関連した細胞外マトリックス（基底膜及び間質性組織）を表現した図、:en:Epithelial cell:上皮細胞、:en:Basement membrane:基底膜、:en:Endothelium lining the capillary:毛細血管を被覆する血管内皮、:en:Connective tissue with interstitial matrix:間質性組織による結合組織、:en:Fibroblast:線維芽細胞

基底膜（きていまく、basement membrane）は、動物の組織において、上皮細胞層と間質細胞層などの間に存在する薄い膜状をした細胞外マトリックスである。膜といっても、生体膜とは異なり脂質は含まれない。細胞側から順に、透明板、緻密板、線維細網板の3層構造からなる。
代表的な成分は、IV型コラーゲン、ラミニン、ヘパラン硫酸プロテオグリカン（パールカン）、エンタクチンなどである。
成分や機能については、基底膜成分を多量に合成するマウスEHS腫瘍を利用することが多かった。現在でも、基底膜成分を含む複合体マトリゲルなどは、この腫瘍から抽出したものが利用されている。マトリゲルやラミニンなどは、上皮細胞の接着を支持し、分化形質などを保持する機能があるので、細胞培養の基質や支持材料としてしばしば利用される。
生体内の基底膜は、組織や場所によって成分が多様であり、そのことが基底膜が示す多様な機能と関係していると考えられている。